# 6989 Хосіносато
6989 Хосіносато (6989 Hoshinosato) — астероїд головного поясу, відкритий 6 грудня 1994 року.
Тіссеранів параметр щодо Юпітера — 3,223.